# Laisjevo
Laisjevo (Russisch: Лаишево; Tataars: Лаеш of Layış) is een stad in de Russische autonome republiek Tatarije. De stad ligt aan het Koejbysjevstuwmeer, ten zuidoosten van Kazan.
Laisjevo werd gesticht in 1557, heette tot 1926 Laisjev en verkreeg de stadsstatus in 2004.
| 1897  | 1926  | 1979  | 1989  | 2002  |
| ----- | ----- | ----- | ----- | ----- |
| 3.743 | 3.800 | 6.500 | 7.067 | 7.730 |

Bestuurlijk centrum: Kazan

Agryz · Almetjevsk · Aznakajevo · Bavly · Boegoelma · Boeinsk · Bolgar · Jelaboega · Laisjevo · Leninogorsk · Mamadysj · Mendelejevsk · Menzelinsk · Naberezjnye Tsjelny · Nizjnekamsk · Noerlat · Tetjoesji · Tsjistopol · Zainsk · Zelenodolsk